# S.C. Johnson & Son
S.C. Johnson & Son, Inc. (обычно используется сокращённое название S.C. Johnson) — американская компания-производитель моющих средств и другой бытовой химии. Штаб-квартира находится в городе Расин, штат Висконсин, США.
Компания работает в 72 странах, а её товары продаются более чем в 110. S.C. Johnson — самая крупная часть семейной компании Джонсонов, Johnson Family Enterprises, в которую также входят Johnson Financial Group и Johnson Outdoors.

## История
В 1882 году Сэмюел Кертис Джонсон (англ. Samuel Curtis Johnson Sr.) начал продавать паркет, производившийся Racine Hardware Company. Через четыре года он смог купить эту компанию. Вскоре для ухода за продаваемым паркетом Джонсон разработал средство Johnson’s Prepared Wax на основе воска, который использовался в Европе для ухода за дубовыми полами. Средство приобрело большую популярность, с 1888 года его начали рекламировать по всей стране. В 1892 году к компании присоединился сын Сэмюела, Герберт Джонсон (англ. Herbert Fisk Johnson Sr.). Ассортимент продукции начал расширяться краской для дерева, шпатлёвкой и средствами для ухода за автомобилями. Средство для очистки автомобильных радиаторов стало первой неудачей: оно было недостаточно протестировано и Джонсонам пришлось выкупать испорченные радиаторы. С тех пор в компании стали уделять большое внимание подбору кадров для исследовательской лаборатории.
В 1906 году название компании было изменено на S.C. Johnson & Son. В 1914 году была основана дочерняя компания в Великобритании, в 1917 году — В Австралии, в 1920 году — в Канаде. Также в 1917 году компания прекратила выпуск паркета. В 1919 году, после смерти отца, Герберт Джонсон старший стал президентом S.C. Johnson & Son, а после его смерти в 1928 году — его сын, Герберт Джонсон младший (англ. Herbert Fisk Johnson Jr.).
В 1931 году была основана дочерняя компания во Франции, также в этом году начался выпуск полироля для пола Glo-Coat, ставший одним из самых популярных средств для ухода за полом всех времён. В 1932 году компания была зарегистрирована как корпорация. В 1939 году была построена новая штаб-квартира Johnson Wax Headquarters по проекту Фрэнка Ллойда Райта, в 1950 году был открыт исследовательский центр, а в 1951 году — курортный комплекс для действующих и бывших сотрудников компании Lighthouse Resort в северном Висконсине. В 1953 году была основана дочерняя компания в ФРГ. В 1956 году начат выпуск средства для борьбы с насекомыми Raid, ставшее одним из самых прибыльных для компании, а также освежителя воздуха Glade. В следующем году появилось средство для отпугивания насекомых Off!, а в 1958 году появилась торговая марка Pledge.
В 1959 году S.C. Johnson начала деятельность в Италии, в 1960-х появились дочерние компании и в других странах: Чили, Швейцария, Швеция и ЮАР в 1961 году; Бельгия, Япония и Нидерланды в 1962 году; Норвегия, Австрия, Испания и Гана в 1964 году; Дания, Греция, восточная Африка, Гонконг, Сингапур и Таиланд в 1968 году. Эти дочерние компании осуществляли производство товаров из местного сырья, поскольку экспорт из США нерентабелен.
В 1970 году ассортимент продукции пополнился гелем для бритья Edge, для дальнейшего развития в этом же году была создана дочерняя компания Johnson Diversified, Inc. (с 1977 года Johnson Wax Associates, позже — Johnson Outdoors), которая занялась покупкой компаний различных направлений деятельности, преимущественно связанных с производством товаров для активного отдыха. В 1975 году из состава аэрозольной продукции были исключены хлорфторуглероды (вещества, связанные с разрушением озонового слоя). В 1978 году объём продаж достиг 1 млрд долларов, из них 60 % приходилось на деятельность за рубежом.
В начале 1980-х была проведена реорганизация компании. Было сформировано четыре подразделения: товары для личной гигиены, инсектициды, бытовая химия и коммерческая продукция. Также были существенно увеличены расходы на рекламу (на 70 % в 1984 году по сравнению с 1979 годом) и на исследовательскую лабораторию (на 40 %). В 1986 году был куплен производитель сельскохозяйственных инсектицидов Bugs Burger.
В 1987 году Johnson Wax Associates стала публичной компанией (К этому времени она стала одной из ведущих компаний в производстве товаров для рыбной ловли). В то же время S.C. Johnson & Son в целом оставалась частной, семья Джонсонов контролировала 90 % компании, остальные 10 % принадлежали сотрудникам; оборот компании в 1987 году достиг 2 млрд.
В 1990 году была образована дочерняя компания S.C. Johnson Kiev Corporation (позже название было изменено на более скромное ООО «СК Джонсон», тем не менее 180 сотрудников на 5 производственных линиях обеспечивают продукцией не только Украину, но другие страны Восточной Европы) на основе купленного киевского завода бытовой химии (первоначально 80 %, с 1994 года — 100 %). В январе 1993 года у Bristol-Myers Squibb была куплена компания Drackett; сумма сделки, составившая $1,15 млрд, в 10 раз превосходила прежние приобретения; были добавлены торговые марки Windex (средство для мытья стёкол), Drano (средство для прочистки стоков) и Vanish (моющие средства). В том же году были проданы линии шампуней и лосьонов корпорации Dep за $45 млн, что спустя менее года стало предметом иска Dep Corporation к S.C. Johnson & Son: компанию Джонсонов обвинили в искажении информации об этих товарах.
Среди товаров, появившихся в 1990-х годах были Brillo (средство для мытья посуды), Pronto (полироль для мебели), Duck toilet cleaner (Туалетный утёнок, средство для чистки унитазов) и Glade Plug Ins (ароматизатор воздуха с питанием от сети). В 1994 году оборот компании достиг $3,6 млрд расходы на рекламу увеличены до $500 млн. В 1998 году за $1,13 млрд у Dow Chemical было куплено подразделение бытовых товаров DowBrands с такими торговыми марками, как Ziploc (полиэтиленовые пакеты), Saran Wrap (упаковочная плёнка) и Fantastik (чистящие средства). В 1999 году продажи компании превысили 5 млрд долларов. Также в 1999 году подразделение профессиональных чистящих средств было выделено в отдельную компанию — Johnson Wax Professional.
В 2002 году компания поглотила DiverseyLever, которая в 2009 году стала Diversey, Inc.
В 2006 году S.C. Johnson получила награду Ron Brown Award за корпоративное лидерство.

## Руководство
Сегодня компанией руководит Герберт Фиск Джонсон III — представитель пятого поколения семьи Джонсонов. Он возглавил компанию после смерти отца, Сэмюэля Кертиса Джонсона младшего в мае 2004 года.

### Корпоративная культура
С 2005 по 2011 год компания входила рейтинг лучших работодателей США, который каждый год публикует Fortune.
Ежегодно с 2003 года S.C. Johnson получала 100 % рейтинг ежегодного отчёта «Корпоративный индекс равенства» (англ. Corporate Equality Index), который составляет Human Rights Campaign. В 2005 и 2006 годах журнал «Работающие матери»(англ. Working Mothers) включил компанию в первую десятку списка 100 лучших компаний для работающих матерей.
Сотрудники компании могут пользоваться корпоративным фитнес-центром, компания также оплачивает абонемент в спортивный клуб. Компания разрешает удалённую работу (40 % сотрудников регулярно работают удаленно). Придерживается политики устранения дискриминации, в том числе и в отношении лиц нетрадиционной сексуальной ориентации.
В компании работает детский центр для детей сотрудников компании, где круглосуточно можно воспользоваться полным комплексом услуг по уходу за детьми. Каждый год его посещают 500 детей.
С 1951 года работники S.C. Johnson и члены их семей могут отдыхать на курорте Лайтхауз, который расположен на озере Фенс-Лейк и принадлежит компании.
В компании действует программа «Летнее время». Сотрудники могут завершить полную рабочую неделю к 12 часам дня в пятницу, если это позволяет производственный процесс.
По традиции к руководителю компании обращаются по имени — Фиск.

## Спонсорство и благотворительность
С апреля 1935 по май 1950 года компания Джонсонов спонсировала радиошоу Фиббер МакГи и Молли (англ. Fibber McGee & Molly), известное как «Программа Johnson Wax». В шоу рекламировались такие товары компании, как Johnson’s Wax, Johnson’s Glo-Coat, и Johnson’s Car-Nu.
В 1950-е компания также спонсировала шоу «The Name’s the Same», а также совместно с компанией Swanson программу «Роберт Монтгомери представляет» (англ. Robert Montgomery Presents) на NBC и позже на CBS.
В 1984 году бизнес-школа Корнеллского университета была переименована в S.C. Johnson Graduate School of Management в знак признательности за щедрость.
В России компания с 2006 года сотрудничает с организацией «Юнайтид Уэй Москва», которая занимается развитием благотворительности. В том же году она спонсировала турнир по гольфу «Делойт», средства от которого были направлены на благотворительность.

## Бренды
- Бытовая химия и ароматизаторы: Bayfresh, Beanpod Soy Candles, Caldrea, Draino|Drāno, Fantastik, Favor, Glade, Grab-it, Мистер Мускул, Mrs. Meyer’s Clean Day, Nature’s Source, Oust, Pledge, Pride (полироль для мебели), Pronto, Scrubbing Bubbles, Shout, Туалетный утёнок, Windex.
- Товары для хранения пищевых продуктов: Saran Wrap, Ziploc.
- Средства для борьбы с насекомыми: OFF!, Autan, Raid, Baygon, ALL OUT, Фумитокс.
- Средства для ухода за автомобилем: Grand Prix, Tempo.
- Средства для ухода за полами: Johnsons Brite, Glo-Coat, Taski, Pronto.
- Средства для ухода за обувью: Kiwi, Salamander.
- Средства для ухода за кожей (СИЗ): Stoko, Deb

## Экология
S.C. Johnson использует внутреннюю систему оценки используемого сырья — Greenlist. В ходе оценки каждый тип сырья получает маркировку от 3 до 0. Ингредиенты, получившие оценку «3», считаются лучшими, «2» — лучше, чем другие, «1» — приемлемые, «0» — используются только в случае отсутствия альтернативы. В результате, в частности, из продукции компании было изъято 1,8 млн фунтов летучих органических соединений и четырёх млн фунтов поливинилхлорида.
В декабре 2012 года на крупнейшем предприятии компании в Расине были запущены два ветрогенератора.

## Критика
Согласно заявлению, поданному Майклом де Геллем (Michael DeGuelle) в налоговую инспекцию, компания S.C. Johnson & Son как минимум с 1997 года пользовалась ошибками аудиторов, недоплачивая налогов на миллионы долларов, а также подавала фиктивные заявки на возмещение НДС. После этого он был уволен, однако обжаловал своё увольнение и наложенный на него штраф в соответствии с законом RICO. В 2011 году апелляционный суд признал увольнение и штраф противозаконными.

## Конкуренты
- Clorox
- Colgate-Palmolive
- Henkel
- Procter & Gamble
- Reckitt Benckiser
- Unilever
- Spotless Group
- Zep